# Alireza Faghani
Alireza Faghani (tiếng Ba Tư: عليرضا فغانى; sinh ngày 21 tháng 3 năm 1978) là một trọng tài bóng đá và cựu cầu thủ người Úc gốc Iran. Ông là trọng tài FIFA kể từ năm 2008.
Ông từng điều hành các trận đấu tại Persian Gulf Pro League từ năm 2007 đến năm 2022. Ông cũng từng điều hành một số trận đấu quan trọng như các trận chung kết tại AFC Champions League 2014, Cúp bóng đá châu Á 2015, Giải vô địch bóng đá thế giới các câu lạc bộ 2015 và trận tranh huy chương vàng môn bóng đá nam tại Thế vận hội Mùa hè 2016. Ông từng làm nhiệm vụ điều hành các trận đấu tại Liga 1 2017 ở Indonesia, Cúp Liên đoàn các châu lục 2017, Giải vô địch bóng đá thế giới 2018 ở Nga, Cúp bóng đá châu Á 2019 ở Các Tiểu vương quốc Ả Rập Thống nhất, Giải vô địch bóng đá thế giới 2022 và Cúp bóng đá châu Á 2023 ở Qatar.
Ông cùng gia đình di cư đến Úc vào tháng 9 năm 2019 và hiện là trọng tài cho các trận đấu tại A-League, đồng thời ông đại diện cho Úc điều hành các trận đấu tại các giải đấu quốc tế kể từ năm 2023.

## Tiểu sử
Alireza Faghani sinh ngày 21 tháng 3 năm 1978 tại Kashmar, một thành phố gần Mashhad, Iran. Biệt danh của ông là Behrooz (بهروز). Cha ông, Mohammad Faghani (محمد فغانی) cũng là một trọng tài bóng đá. Ông có người em trai tên là Mohammadreza, làm trọng tài ở Thụy Điển.

## Sự nghiệp cầu thủ
Alireza Faghani từng thi đấu cho đội trẻ của Bank Melli, và từng thi đấu cho các câu lạc bộ Shahab Khodro, Etka Gorgan và Nirooye Zamini. Ông từng thi đấu tại Giải Hạng hai của Iran.

## Sự nghiệp cầm còi
Alireza Faghani trở thành trọng tài FIFA kể từ năm 2008, chỉ một năm sau khi ông điều hành các trận đấu thuộc các giải đấu hàng đầu tại Iran. Năm 2009, ông điều hành trận chung kết Cúp Chủ tịch AFC 2009 giữa Regar-TadAZ Tursunzoda (Tajikistan) và Doidoi Bishkek (Kyrgyzstan), với chiến thắng 2–0 nghiêng về đại diện của Tajikistan. Một năm sau, ông tiếp tục điều hành trận chung kết AFC Challenge Cup 2010 giữa Turkmenistan và Cộng hòa Dân chủ Nhân dân Triều Tiên.
Ông trở thành trọng tài thứ tư trong trận đấu giữa Brasil và Croatia trong khuôn khổ Bảng A tại Giải vô địch bóng đá thế giới 2014. Ông cũng bắt chính trận chung kết lượt về tại AFC Champions League 2014 giữa Al-Hilal (Ả Rập Xê Út) và Western Sydney Wanderers (Úc). Ông cũng là một trong các trọng tài làm nhiệm vụ tại Cúp bóng đá châu Á 2015, với trận đấu đầu tiên ông bắt chính là trận đấu giữa Ả Rập Xê Út và Trung Quốc trong khuôn khổ Bảng B của giải đấu. Ông cũng bắt chính trận chung kết của giải đấu này giữa Hàn Quốc và Úc.
Ông cũng bắt chính trận chung kết Giải vô địch bóng đá thế giới các câu lạc bộ 2015 giữa Club Atlético River Plate (Argentina) và FC Barcelona (Tây Ban Nha). Ông cũng từng điều hành trận chung kết Siêu cúp Ấn Độ 2016 giữa Kerala Blasters và ATK. Ông cũng bắt chính trận tranh huy chương vàng môn bóng đá nam tại Thế vận hội Mùa hè 2016 giữa đội chủ nhà Brasil và Đức.
Ông đã bắt chính 6 trận đấu tại Liga 1 2017 tại Indonesia và 2 trận đấu của Cúp Liên đoàn các châu lục 2017 được tổ chức tại Nga.
Ông được FIFA lựa chọn là một trong 36 trọng tài làm nhiệm vụ tại Giải vô địch bóng đá thế giới 2018 diễn ra trên đất Nga. Sau các trận đấu ở vòng 16 đội, có thông tin cho rằng Faghani trở thành một trong 17 trọng tài điều hành các trận đấu tứ kết, bán kết, tranh hạng ba và chung kết của giải đấu.
Cùng năm đó, ông bắt chính trận chung kết lượt về Giải vô địch bóng đá Đông Nam Á 2018 giữa Việt Nam và Malaysia. Vào ngày 5 tháng 12 năm 2018, ông được phân công làm nhiệm vụ tại Cúp bóng đá châu Á 2019 được tổ chức tại Các Tiểu vương quốc Ả Rập Thống nhất.
Năm 2019, ông cùng gia đình di cư từ Iran sang Úc, và chính thức trở thành trọng tài điều hành các trận đấu tại A-League. Kể từ năm 2023, ông trở thành trọng tài FIFA đại diện cho Úc. Quyết định làm trọng tài đại diện cho Úc của Faghani được cho là có liên quan đến việc ông ủng hộ cuộc biểu tình Mahsa Amani, dẫn đến việc ông bị Liên đoàn bóng đá Cộng hòa Hồi giáo Iran gạch tên ra khỏi danh sách các trọng tài thuộc liên đoàn.
Vào tháng 12 năm 2023, ông được Liên đoàn bóng đá châu Á lựa chọn là một trong 33 trọng tài làm nhiệm vụ tại Cúp bóng đá châu Á 2023 diễn ra trên đất Qatar, và bắt chính trận khai mạc giữa Qatar và Liban, với tư cách là trọng tài đại diện cho Úc.

## Danh sách các trận đấu đã điều hành

### Giải vô địch bóng đá thế giới

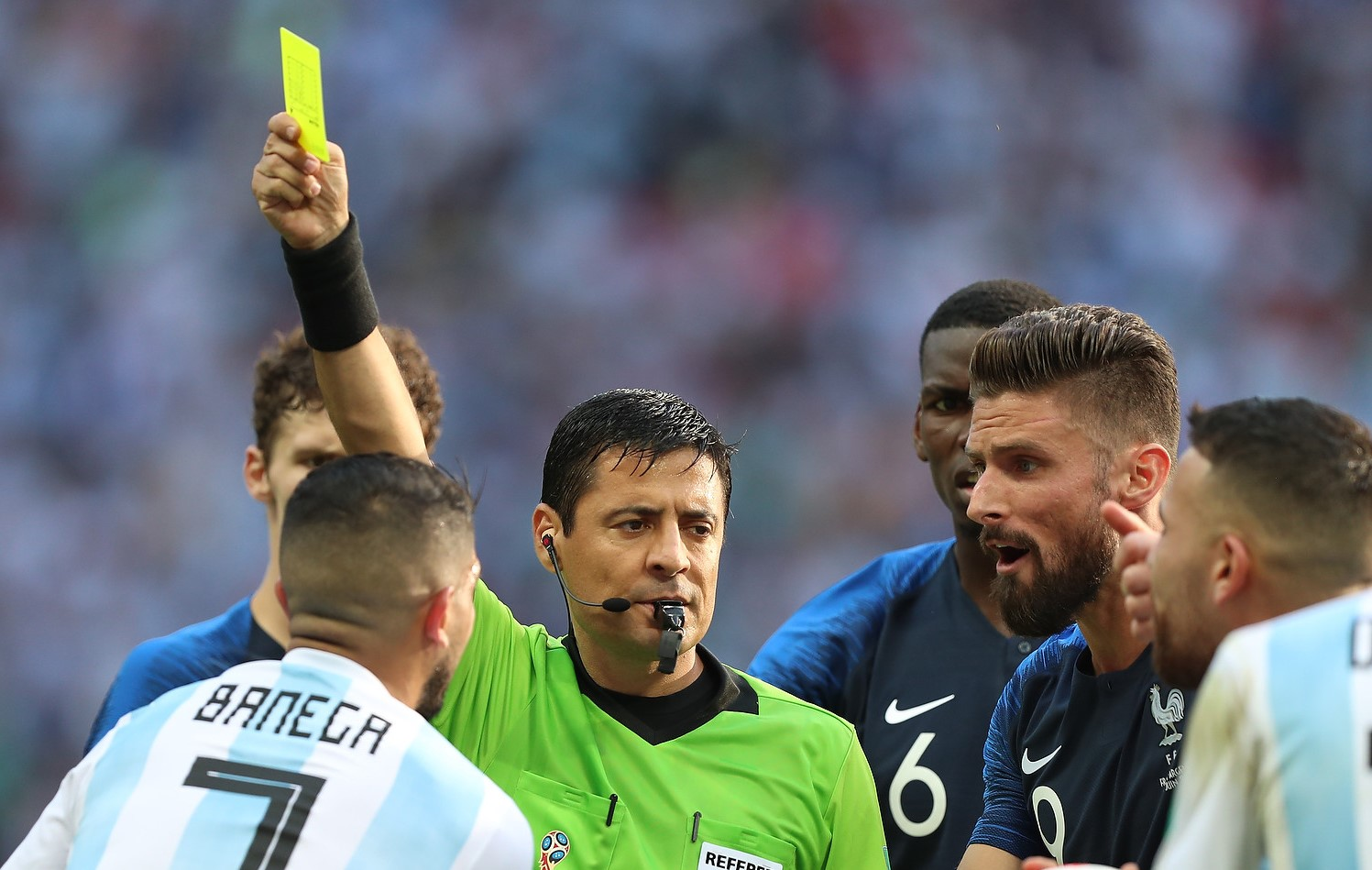
Alireza Faghani rút ra chiếc thẻ vàng trong trận đấu giữa Pháp và Argentina thuộc vòng 16 đội tại Giải vô địch bóng đá thế giới 2018.

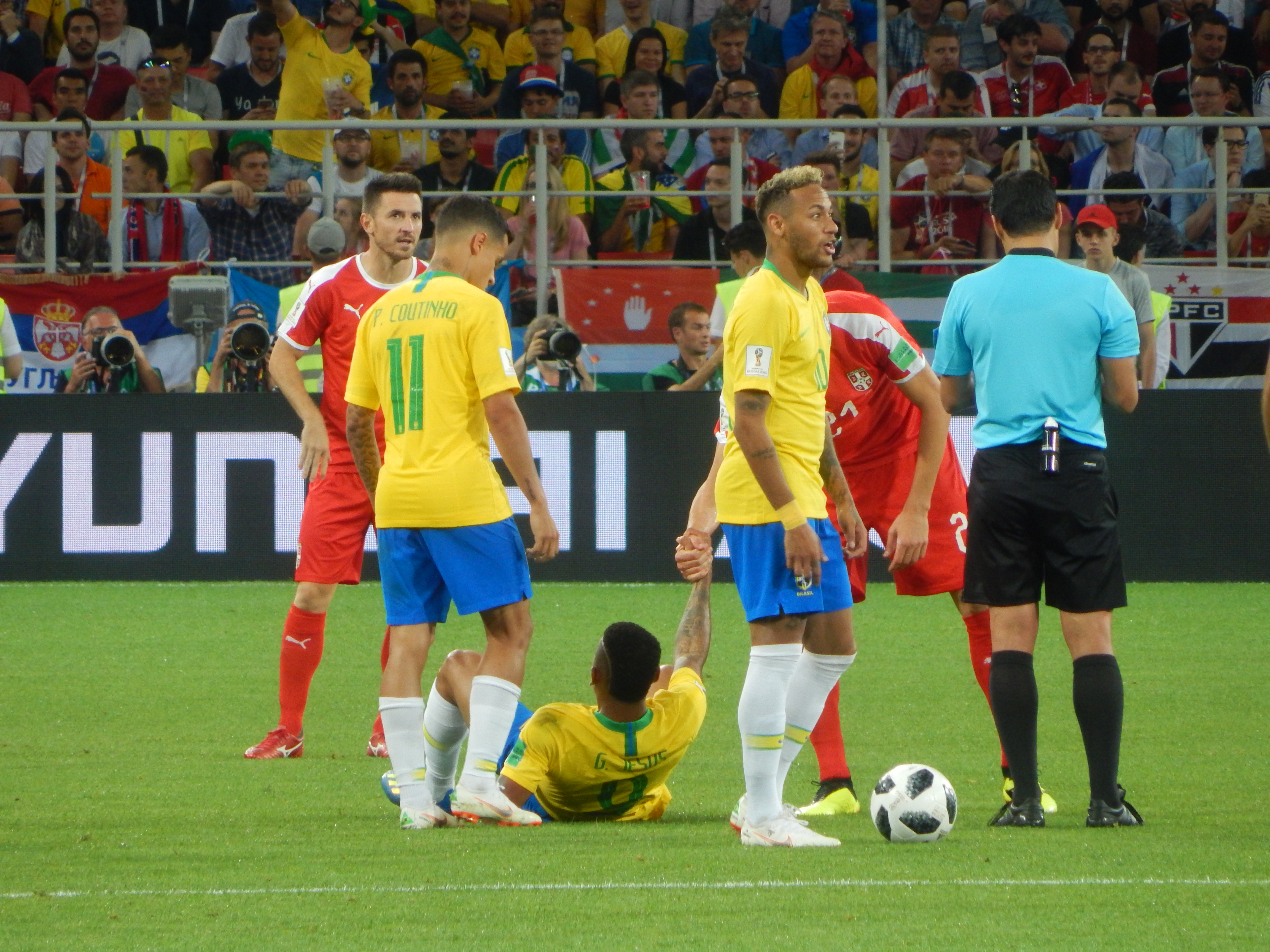
Alireza Faghani điều hành trận đấu giữa Serbia và Brasil thuộc bảng E tại Giải vô địch bóng đá thế giới 2018.

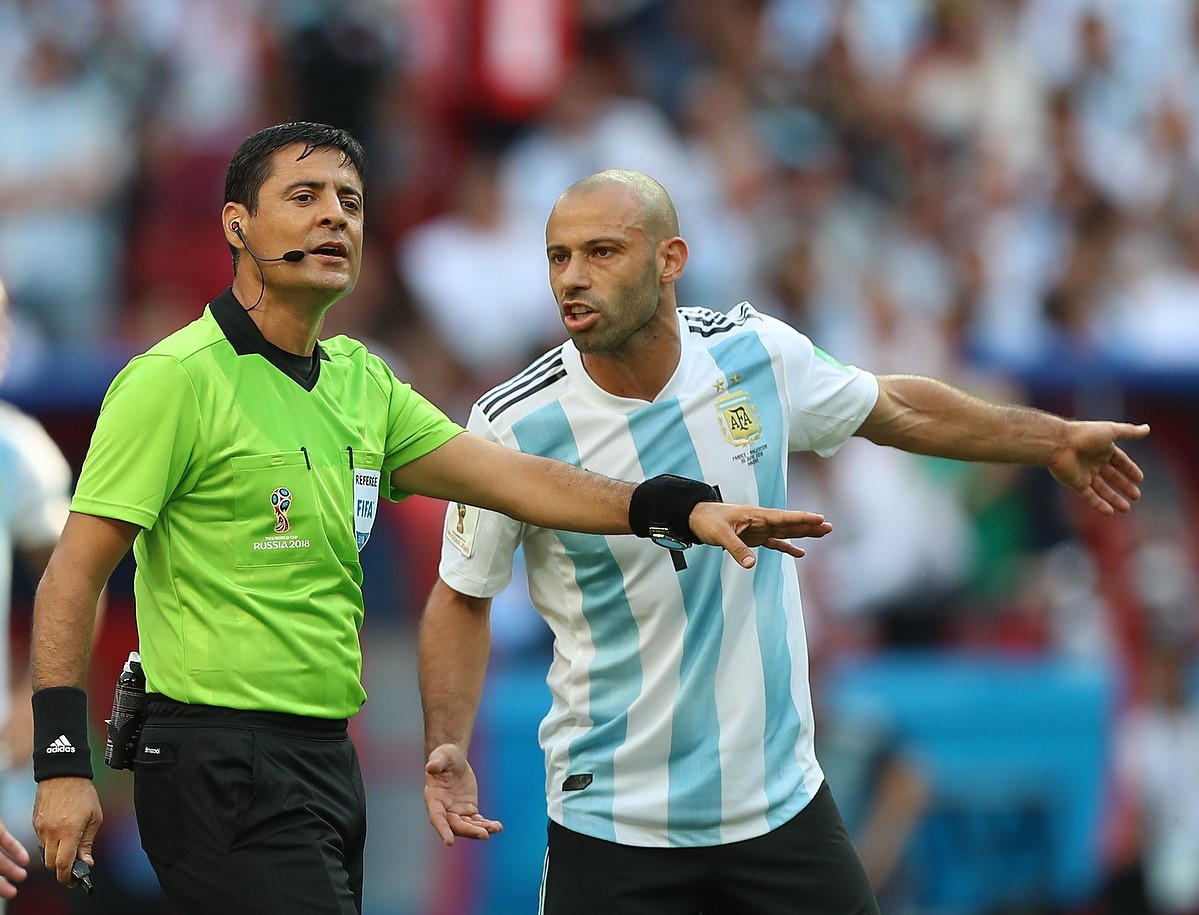
Alireza Faghani điều hành trận đấu giữa Pháp và Argentina thuộc vòng 16 đội tại Giải vô địch bóng đá thế giới 2018.

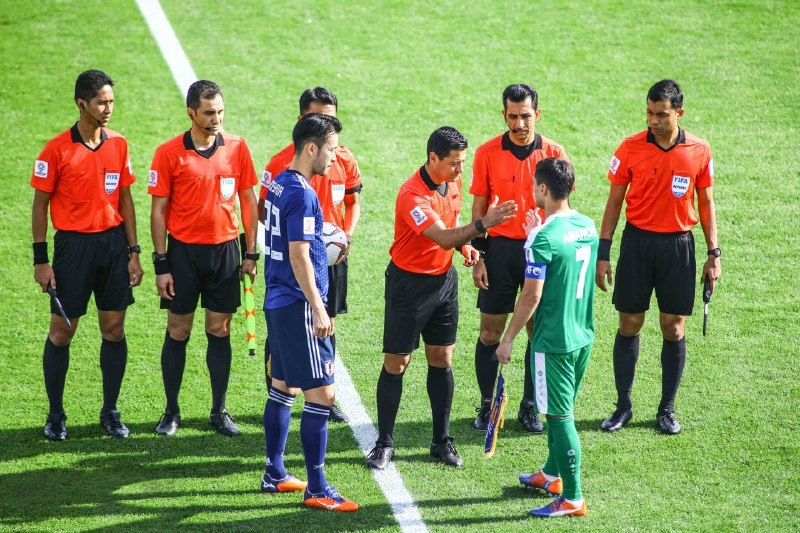
Alireza Faghani điều hành trận đấu giữa Nhật Bản và Turkmenistan tại Cúp bóng đá châu Á 2019.

| Giải vô địch bóng đá thế giới 2018 – Nga | Giải vô địch bóng đá thế giới 2018 – Nga | Giải vô địch bóng đá thế giới 2018 – Nga | Giải vô địch bóng đá thế giới 2018 – Nga |
| Ngày                                     | Trận đấu                                 | Địa điểm                                 | Vòng đấu                                 |
| ---------------------------------------- | ---------------------------------------- | ---------------------------------------- | ---------------------------------------- |
| 17 tháng 6 năm 2018                      | Đức 0–1 México                           | Moscow                                   | Vòng bảng                                |
| 27 tháng 6 năm 2018                      | Serbia 0–2 Brasil                        | Moscow                                   | Vòng bảng                                |
| 30 tháng 6 năm 2018                      | Pháp 4–3 Argentina                       | Kazan                                    | Vòng 16 đội                              |
| 14 tháng 7 năm 2018                      | Bỉ 2–0 Anh                               | Saint Petersburg                         | Trận tranh hạng ba                       |

| Giải vô địch bóng đá thế giới 2022 – Qatar | Giải vô địch bóng đá thế giới 2022 – Qatar | Giải vô địch bóng đá thế giới 2022 – Qatar | Giải vô địch bóng đá thế giới 2022 – Qatar |
| Ngày                                       | Trận đấu                                   | Địa điểm                                   | Vòng đấu                                   |
| ------------------------------------------ | ------------------------------------------ | ------------------------------------------ | ------------------------------------------ |
| 24 tháng 11 năm 2022                       | Brasil 2–0 Serbia                          | Lusail                                     | Vòng bảng                                  |
| 28 tháng 11 năm 2022                       | Bồ Đào Nha 2–0 Uruguay                     | Lusail                                     | Vòng bảng                                  |

### Cúp Liên đoàn các châu lục
| Cúp Liên đoàn các châu lục 2017 – Nga | Cúp Liên đoàn các châu lục 2017 – Nga | Cúp Liên đoàn các châu lục 2017 – Nga | Cúp Liên đoàn các châu lục 2017 – Nga |
| Ngày                                  | Trận đấu                              | Địa điểm                              | Vòng đấu                              |
| ------------------------------------- | ------------------------------------- | ------------------------------------- | ------------------------------------- |
| 22 tháng 6 năm 2017                   | Đức 1–1 Chile                         | Kazan                                 | Vòng bảng                             |
| 27 tháng 7 năm 2017                   | Bồ Đào Nha 0–0 Chile · (p) 0–3        | Kazan                                 | Bán kết                               |

### Thế vận hội Mùa hè
| Thế vận hội Mùa hè 2016 – Rio de Janeiro | Thế vận hội Mùa hè 2016 – Rio de Janeiro | Thế vận hội Mùa hè 2016 – Rio de Janeiro | Thế vận hội Mùa hè 2016 – Rio de Janeiro |
| Ngày                                     | Trận đấu                                 | Địa điểm                                 | Vòng đấu                                 |
| ---------------------------------------- | ---------------------------------------- | ---------------------------------------- | ---------------------------------------- |
| 4 tháng 8 năm 2016                       | México 2–2 Đức                           | Salvador                                 | Vòng bảng                                |
| 10 tháng 8 năm 2016                      | Đan Mạch 0–4 Brasil                      | Salvador                                 | Vòng bảng                                |
| 20 tháng 8 năm 2016                      | Brasil 1–1 Đức · (p) 5–4                 | Rio de Janeiro                           | Trận tranh huy chương vàng               |

### Cúp bóng đá châu Á
| Cúp bóng đá châu Á 2015 – Úc | Cúp bóng đá châu Á 2015 – Úc | Cúp bóng đá châu Á 2015 – Úc | Cúp bóng đá châu Á 2015 – Úc |
| Ngày                         | Trận đấu                     | Địa điểm                     | Vòng đấu                     |
| ---------------------------- | ---------------------------- | ---------------------------- | ---------------------------- |
| 10 tháng 1 năm 2015          | Ả Rập Xê Út 0–1 Trung Quốc   | Brisbane                     | Vòng bảng                    |
| 13 tháng 1 năm 2015          | Kuwait 0–1 Hàn Quốc          | Canberra                     | Vòng bảng                    |
| 16 tháng 1 năm 2015          | Iraq 0–1 Nhật Bản            | Brisbane                     | Vòng bảng                    |
| 23 tháng 1 năm 2015          | Nhật Bản 1–1 UAE · (p) 4–5   | Sydney                       | Tứ kết                       |
| 31 tháng 1 năm 2015          | Hàn Quốc 1–2 (s.h.p.) Úc     | Sydney                       | Chung kết                    |

| Cúp bóng đá châu Á 2019 – Các Tiểu vương quốc Ả Rập Thống nhất | Cúp bóng đá châu Á 2019 – Các Tiểu vương quốc Ả Rập Thống nhất | Cúp bóng đá châu Á 2019 – Các Tiểu vương quốc Ả Rập Thống nhất | Cúp bóng đá châu Á 2019 – Các Tiểu vương quốc Ả Rập Thống nhất |
| Ngày                                                           | Trận đấu                                                       | Địa điểm                                                       | Vòng đấu                                                       |
| -------------------------------------------------------------- | -------------------------------------------------------------- | -------------------------------------------------------------- | -------------------------------------------------------------- |
| 9 tháng 1 năm 2019                                             | Nhật Bản 3–2 Turkmenistan                                      | Abu Dhabi                                                      | Vòng bảng                                                      |
| 20 tháng 1 năm 2019                                            | Jordan 1–1 Việt Nam · (p) 2–4                                  | Dubai                                                          | Vòng 16 đội                                                    |

| Cúp bóng đá châu Á 2023 – Qatar | Cúp bóng đá châu Á 2023 – Qatar | Cúp bóng đá châu Á 2023 – Qatar | Cúp bóng đá châu Á 2023 – Qatar |
| Ngày                            | Trận đấu                        | Địa điểm                        | Vòng đấu                        |
| ------------------------------- | ------------------------------- | ------------------------------- | ------------------------------- |
| 12 tháng 1 năm 2024             | Qatar 3–0 Liban                 | Lusail                          | Vòng bảng                       |
| 29 tháng 1 năm 2024             | Iraq 2–3 Jordan                 | Doha                            | Vòng 16 đội                     |

### Giải vô địch bóng đá thế giới các câu lạc bộ
| Giải vô địch bóng đá thế giới các câu lạc bộ 2013 – Maroc | Giải vô địch bóng đá thế giới các câu lạc bộ 2013 – Maroc | Giải vô địch bóng đá thế giới các câu lạc bộ 2013 – Maroc | Giải vô địch bóng đá thế giới các câu lạc bộ 2013 – Maroc |
| Ngày                                                      | Trận đấu                                                  | Địa điểm                                                  | Vòng đấu                                                  |
| --------------------------------------------------------- | --------------------------------------------------------- | --------------------------------------------------------- | --------------------------------------------------------- |
| 14 tháng 12 năm 2013                                      | Raja Casablanca 2–1 (s.h.p.) Monterrey                    | Agadir                                                    | Tứ kết                                                    |
| 21 tháng 12 năm 2013                                      | Quảng Châu Hàng Đại Đào Bảo 2–3 Atlético Mineiro          | Marrakesh                                                 | Tranh hạng ba                                             |

| Giải vô địch bóng đá thế giới các câu lạc bộ 2015 – Nhật Bản | Giải vô địch bóng đá thế giới các câu lạc bộ 2015 – Nhật Bản | Giải vô địch bóng đá thế giới các câu lạc bộ 2015 – Nhật Bản | Giải vô địch bóng đá thế giới các câu lạc bộ 2015 – Nhật Bản |
| Ngày                                                         | Trận đấu                                                     | Địa điểm                                                     | Vòng đấu                                                     |
| ------------------------------------------------------------ | ------------------------------------------------------------ | ------------------------------------------------------------ | ------------------------------------------------------------ |
| 16 tháng 12 năm 2015                                         | América 2–1 TP Mazembe                                       | Osaka                                                        | Tranh hạng 5                                                 |
| 20 tháng 12 năm 2015                                         | River Plate 0–3 Barcelona                                    | Yokohama                                                     | Trận chung kết                                               |

## Thống kê sự nghiệp
| Giải đấu                                                                   | Thuộc liên đoàn | Năm              | Số trận đấu | Thẻ vàng | Trung bình | Thẻ đỏ | Trung bình |
| -------------------------------------------------------------------------- | --------------- | ---------------- | ----------- | -------- | ---------- | ------ | ---------- |
| Giải vô địch bóng đá thế giới                                              | FIFA            | 2018; 2022       | 6           | 26       | 4.5        | 0      | 0.00       |
| Vòng loại Giải vô địch bóng đá thế giới (AFC)                              | FIFA            | 2011–            | 11          | 39       | 3.54       | 0      | 0.00       |
| Cúp Liên đoàn các châu lục                                                 | FIFA            | 2017             | 2           | 11       | 5.50       | 0      | 0.00       |
| Thế vận hội Mùa hè                                                         | IOC, FIFA       | 2016             | 3           | 9        | 3.00       | 0      | 0.00       |
| Giao hữu                                                                   | FIFA            | 2014-            | 9           | 33       | 3.67       | 1      | 0.11       |
| Cúp bóng đá châu Á                                                         | AFC             | 2015; 2019       | 6           | 27       | 4.50       | 0      | 0.00       |
| Vòng loại Cúp bóng đá châu Á                                               | AFC             | 2015             | 2           | 6        | 3.00       | 0      | 0.00       |
| Giải vô địch bóng đá U-20 thế giới                                         | FIFA            | 2013             | 2           | 6        | 3.00       | 0      | 0.00       |
| Giải vô địch bóng đá thế giới các câu lạc bộ                               | FIFA            | 2012; 2013; 2015 | 4           | 18       | 4.50       | 1      | 0.06       |
| AFC Champions League                                                       | AFC             | 2010–2018        | 40          | 158      | 3.95       | 4      | 0.10       |
| Vòng loại AFC Champions League                                             | AFC             | 2011             | 1           | 3        | 3.00       | 0      | 0.00       |
| Indian Super League                                                        | AIFF            | 2016             | 1           | 3        | 3.00       | 0      | 0.00       |
| Liga 1                                                                     | PSSI            | 2017             | 6           | 14       | 2.33       | 1      | 0.17       |
| Persian Gulf Pro League                                                    | FFIRI           | 2007–?           | ?           | ?        | ?          | ?      | ?          |
| Hazfi Cup                                                                  | FFIRI           | 2015–2016        | ?           | ?        | ?          | ?      | ?          |
| Azadegan League                                                            | FFIRI           | 2000–2008        | ?           | ?        | ?          | ?      | ?          |
| A-League                                                                   | FA              | 2019–            | ?           | ?        | ?          | ?      | ?          |
| Tổng cộng                                                                  | Tổng cộng       | 2007–            | 91          | 345      | 3.79       | 7      | 0.08       |
| Số liệu thống kê được cập nhật chính xác tính đến ngày 18 tháng 1 năm 2019 |                 |                  |             |          |            |        |            |

Nguồn: worldfootball.net

## Danh hiệu
- Trọng tài xuất sắc nhất Iran: 2011, 2015, 2016, 2017, 2018
- Trọng tài xuất sắc nhất châu Á: 2016, 2018